# Ulead PhotoImpact
Ulead PhotoImpact（中文名：Photo硬派）是一个由Ulead推出的图像处理软件，由友立資訊於1996年2月開發完成上市，运行于Windows操作系统下，以家庭用户為主。

## 描述
用户可以在PhotoImpact上处理数字化图像。通过所谓TWAIN接口，它可以直接从扫描仪或数码相机调用照片。在PhotoImpact的帮助下，用户可以制作自己的网页。 
PhotoImpact支持友立資訊自己的.UFO格式存储。
PhotoImpact与一些图像处理软件如Corel PaintShop Photo定位于同一消费群，在一些测试中常进行比较。 
友立資訊在2006年12月28日由Corel控股，PhotoImpact也成为Corel旗下产品，完善了其产品线。
2007年11月9日，Corel推出PhotoImpact X3，為PhotoImpact最終版本。2009年，PhotoImpact停止開發，其地位被Corel PaintShop Pro取代。

## 功能
PhotoImpact的主要功能有自動處理，白平衡校正, 色彩調整, 旋轉與翻轉, 色彩平衡, 自訂樣式, 色相與彩度, 亮度和對比度及曲線等，另外還有色彩取代, 反相, 等化功能, 改善光線, 色階, 色偏, 負片效果, 臨界值, 色調分離, 魔術棒工具及色彩管理等。 當然是最新版本才有「快速俢片」。

## 版本歷史
| 版本                     | 發佈日期       |
| ------------------------ | -------------- |
| PhotoImpact 3            | 1996年         |
| PhotoImpact 4            | 1997年         |
| PhotoImpact 5            | 1999年         |
| PhotoImpact 6            | 2000年         |
| PhotoImpact 7            | 2001年         |
| PhotoImpact 8            | 2002年         |
| PhotoImpact XL（8.5）    | 2003年10月2日  |
| PhotoImpact 10           | 2004年11月12日 |
| PhotoImpact 11           | 2005年10月16日 |
| PhotoImpact 12           | 2006年8月22日  |
| PhotoImpact X3（或稱13） | 2007年11月9日  |